# The Origin of Love
The Origin of Love (en català: L'origen de l'amor) és el tercer àlbum d'estudi publicat pel cantant i compositor britànic Mika, Michael Holbrook Penniman. L'àlbum es va publicar a França el 17 de setembre del 2012 amb Casablanca Records i a Anglaterra el 8 d'octubre del 2012 amb Barclay Records. L'1 de juliol del 2011 el primer single del disc i també la primera cançó que l'artista fa en francés Elle me dit va sortir a la venda digital a França. El 8 de juny del 2012, una altra cançó del disc, Make You Happy, es va donar a conèixer en forma de curtmetratge. El 15 de juny del mateix any, va sortir Celebrate, cançó en la qual ha col·laborat amb Pharrel Williams, que va ser el primer single a UK i a nivell internacional.

## Senzills

### Elle Me Dit
Elle Me Dit (en català, Ella Em Diu). Va ser llençat, l'11 de juliol del 2011, com a senzill només a països amb parla francesa i abans de la publicació del seu últim disc, el tercer,  The Origin Of Love. És el primer senzill de l'àlbum i també la primera cançó en francès de Mika.
El vídeo musical va ser llençat el 16 d'agost de 2011. Mostra a una família ballant i cantant, al costat de la cançó i de forma individual. Així com clips dels diferents membres de la família discutint i comportant-se amb picardia.
Hi apareixen diversos actors francesos coneguts com: Fanny Ardant, Axel Huet, Patrice Pujol i Marie-Clotilde Ramos Ibáñez entre molts d'altres.
Mika també ha fet la versió d'aquesta cançó en anglès titulada Emily que va ser llençada amb l'àlbum. Emily  s'inclou en la llista de cançons estàndard de  The Origin of Love, mentre que  Elle Me Dit es presenta com un bonus track de l'edició francesa estàndard de l'àlbum, i totes les edicions internacionals de luxe.

### Celebrate
Celebrate  (en català, Celebració) és una cançó del britànic cantautor Mika. Celebrate va ser llençada, el 15 de juliol de 2012, com el primer senzill oficial, però després de  Elle Me Dit . La cançó compte amb la participació del cantant nord-americà Pharell Williams. Celebrate va ser escrita per Mika, Pharell Williams i Ben Garrett i va ser produïda per Peter Hayes i Nick Littlemore.
El missatge de la cançó és clar (simplement vol tot el món per celebrar). La cançó va rebre moltes crítiques. Generalment eren crítiques favorables dels crítics de música. Alguns la van anomenar com una “gran cançó de l'estiu” i alguns van elogiar a Pharell Williams per donar una altra dimensió a la veu de Mika. Però alguns crítics va desestimar les veus processades de Mika i el ritme de la cançó.
Pel que fa a la cançó, Mika diu “¡Celebrate és el que succeeix quan combines un jove de vint-i-dos anys que vaig conèixer de forma online, Fryars, amb dos noms extraplanetaris Nick Littlemore i Pharrell Williams!”. “Compost per Pharrell, Fryars, i per mi mateix i produït per Nick, aquest tipus de col·laboració és possible només quan tots aporten el màxim amb la intenció de divertir-se i oblidar-se de l'ego” diu Mika.

### The Origin of Love
The Origin of Love  (en català, L'Origen de L'amor) va ser llençat com el tercer senzill de l'àlbum al Regne Unit i Europa el 26 de novembre de 2012. També és la primera pista de l'àlbum. Dona nom al disc. Mika va donar suport al llançament americà de la pista amb una actuació a The Thonight Show . El vídeo musical de la cançó va ser estrenat l'11 de setembre del 2012 i va ser filmat a Santiago, Xile.

## Cançons

### Origin of Love
És la que dona títol a l'àlbum. És una cançó sobre amor i felicitat però amb moltes contradiccions. En paraules del Mika és com una injecció d'adrenalina, és el que per ell representa està enamorat. Explica que va escriure-la molt ràpid quasi alhora que l'anava cantant.

### Lola
Va començar amb la tornada. La va escriure i produir en un estudi de Miami i explica que la base està feta amb un programa perquè no tenien algú que els toqués la base. La part de piano s'assembla a la de Origin of Love i ell explica que només toca el piano quan cal, al contrari de cançons d'altres àlbums, on tocava molt més. Diu que quan va escriure-la i produir-la es va sentir com quan va gravar Love Today, una cançó del seu primer disc.
Explica que li agrada la idea que és com si estigués tenint una conversa amb una amiga que es diu Lola i que li diu que ja n'ha tingut prou i que no s'enamorarà aquesta vegada.

### Stardust
Mika va escriure-la amb Benny Benassi i Alessandro Benassi. Benny Benassi li va ensenyar el que havia fet últimament i immediatament al Mika li va agradar la que després seria la melodia de Stardust. Van afegir un percussionista de l'Orquestra Simfònica de Londresque tocava la marimba i unes guitarres acústiques per fer que sonés més com una cançó del món del Mika.
La temàtica de la cançó és semblant a Make You Happy, aquest sentiment de dir que podries millorar la vida d'algú altre.

### Underwater
En el Track by track explica que va ser de les primeres cançons que va escriure per al disc, que la va escriure en la mateixa sessió que Origin of Love. Explica que Nick Littlemore havia estat treballant per a Elton John quan van escriure la cançó i que parlava molt sobre els riffs que tocava i així Mika també es va posar a tocar un riff, que després va ser la base d'Underwater. Nick Littlemore va començar a cantar a sobre del riff i així van anar escrivint la cançó.
Explica que volia que fos una mica com un anunci de Michel Gondry per a Levi’s del 1997, on apareixia un mariner que queia del vaixell i era rescatat per unes sirenes i la cançó “Underwater Love” de Smoke City.

### Overrated
És la cançó més electrònica de l'àlbum. Mika explica que tota la cançó té molta tensió musical i és com si la melodia anés escalant. També que té una estructura molt clàssica de cançó pop
Mika explica que és una cançó de desengany amorós, amb una lletra molt brutal.

### Kids
En el vídeos Track by track Mika diu que aquesta és la cançó més “californiana” literalment diu que és com un raig de sol de California. Explica que és com si ell i algú altre s'estiguessin barallant a una banda del carrer i a l'altra hi hagués nens jugant. Miren en que s'han convertit comparant-t’ho amb el qual eren, els nens jugant i es pregunten si hi ha alguna manera d'arreglar aquesta situació. I alhora, explica que també hi ha ressentiment cap a ells i que quan la cançó diu “Kids, what do they know about nothing at all” que vol dir “Nens, no saben res de res” mostra que té rabia i sobretot que està gelós d'ells perquè mira a la seva vida, vella i trista i la compara amb la felicitat amb què juguen ells.
Va escriure-la amb Nick Littlemore i abans d'acabar-la havia de ser una cançó per ell i el seu grup The Empire of the Sun però al final ni la van ensenyar a l'altre integrant del grup i van escriure una altra cançó per ells, així que el final se la va quedar ell.

### Step with me
Mika la va escriure en un campament d'escriptura de cançons que va fer Miles Copeland, manager de The Police, en un castell a França. La va escriure amb Hillary Lindsey, que canta part dels cors, i explica que estaven en una sala petita i destartalada i havien de crear alguna cosa en un dia. Mika explica que és una cançó lleugera, amb un sentiment d'estiu, com un somni durant el dia.

### Popular Song
Aquesta cançó agafa la melodia i tornada d'una cançó del musical Wicked escrita per Stephen Schwartz. Mika li va demanar si podia jugar una mica amb la cançó i Schwartz li va permetre. La va escriure amb Priscilla Renea, qui també canta a la cançó, i parlen de les seves experiències a l'escola. Mika diu que és l'única cançó d'aquest àlbum que parla de la seva infància. Sona com la banda sonora d'una animació i està conscientment fet així.

### Heroes
Mika pensa que juntament amb The Origin of Love és la cançó que té la lletra més potent. La cançó va d'un soldat que retorna de la guerra físicament perfecte però que no és capaç d'integrar-se en la societat després de tant de temps lluitant i d'haver vist tantes coses horribles. Explica que va ser inspirada per un taxista que el va portar a l'estudi un dia que quan va descobrir que era libanès li va explicar que havia estat a Iraq i Líban, a la guerra.
El versos “The kids in their hundreds tomorrow will march through the door, they’re fighting someone else’s war” (els nens en els seus centenars demà se n'aniran per la porta, estan lluitant la guerra d'algú altre) i “You know heroes aren't meant to survive so much harder to love when they’re alive” (saps que els herois no haurien de sobreviure, és molt més difícil estimar-los si estan vius) s'inspira en un poema d'Alfred Edward Housman, The lads in their hundreds.
Hi ha hagut controvèrsi amb la part que diu “I wish there was a way to give you a hand to hold ‘Cause you don't have to die in your glory, die to never grow old” (M’agradaria que hi hagués alguna manera de donar-te una mà que agafar, perquè no has de morir en la glòria, per no fer-te mai vell) perquè hi ha gent que diu que és massa fosc i pessimista però Mika ha dit que fagi pensar això és un motiu més per posar-ho a la cançó.

### Celebrate
Ell i Pharrell Williams estaven treballant en una cançó que es deia China Boy i la tornada que tenien és la que finalment es va quedar com la de Celebrate. Explica que és una tornada no tradicional perquè va creixent i creixent i quan sembla que començarà una tornada es para. La música està feta amb una guitarra elèctrica que està programada perquè toqui amb arpegis i que després s'ha doblat. Ell la descriu com una cançó divertida i feta per ballar, amb una lleugeresa de missatge, que tot i que ha estat criticada ell explica que va ser una decisió creativa, no comercial.

## Llista de cançons
| 1.  | «Origin of Love»                           | Mika, Nick Littlemore, Paul Steel                       | Nick Littlemore, Greg Wells, Mika              | 4:37 |
| 2.  | «Lola»                                     | Mika, Benjamin Garrett, Jodi Marr                       | Mika, Benjamin Garrett                         | 3:45 |
| 3.  | «Stardust»                                 | Mika, Wayne Hector, Benny Benassi, Alessandro Benassi   | Benny Benassi, Greg Wells                      | 3:18 |
| 4.  | «Make You Happy»                           | Mika, Benjamin Garrett, Jodi Marr                       | Greg Wells, Benjamin Garrett, Mika             | 3:11 |
| 5.  | «Underwater»                               | Mika, Nick Littlemore, Paul Steel                       | Greg Wells, Mika                               | 3:12 |
| 6.  | «Overrated»                                | Mika, Jodi Marr                                         | Klas Åhlund, Greg Wells                        | 3:38 |
| 7.  | «Kids»                                     | Mika, Nick Littlemore                                   | Mika, Nick Littlemore                          | 3:04 |
| 8.  | «Love You When I'm Drunk»                  | Mika, Jodi Marr                                         | Nick Littlemore, Mika                          | 2:54 |
| 9.  | «Step with Me»                             | Mika, Mathieu Jomphe, Hillary Lindsey                   | Greg Wells, Mika                               | 3:36 |
| 10. | «Popular Song» (featuring Priscilla Renea) | Mika, Priscilla Renea, Mathieu Jomphe, Stephen Schwartz | Greg Wells, Mika                               | 4:06 |
| 11. | «Emily»                                    | Mika, Doriand                                           | Klas Åhlund, Greg Wells                        | 3:34 |
| 12. | «Heroes»                                   | Mika, Nick Littlemore, Jack Milas, Oli Chang            | Mika, Jack Milas, Oli Chang                    | 3:16 |
| 13. | «Celebrate» (featuring Pharrell Williams)  | Mika, Pharrell Williams, Benjamin Garrett               | Peter Mayes, Nick Littlemore, Benjamin Garrett | 3:08 |